# Orfeusgruppen

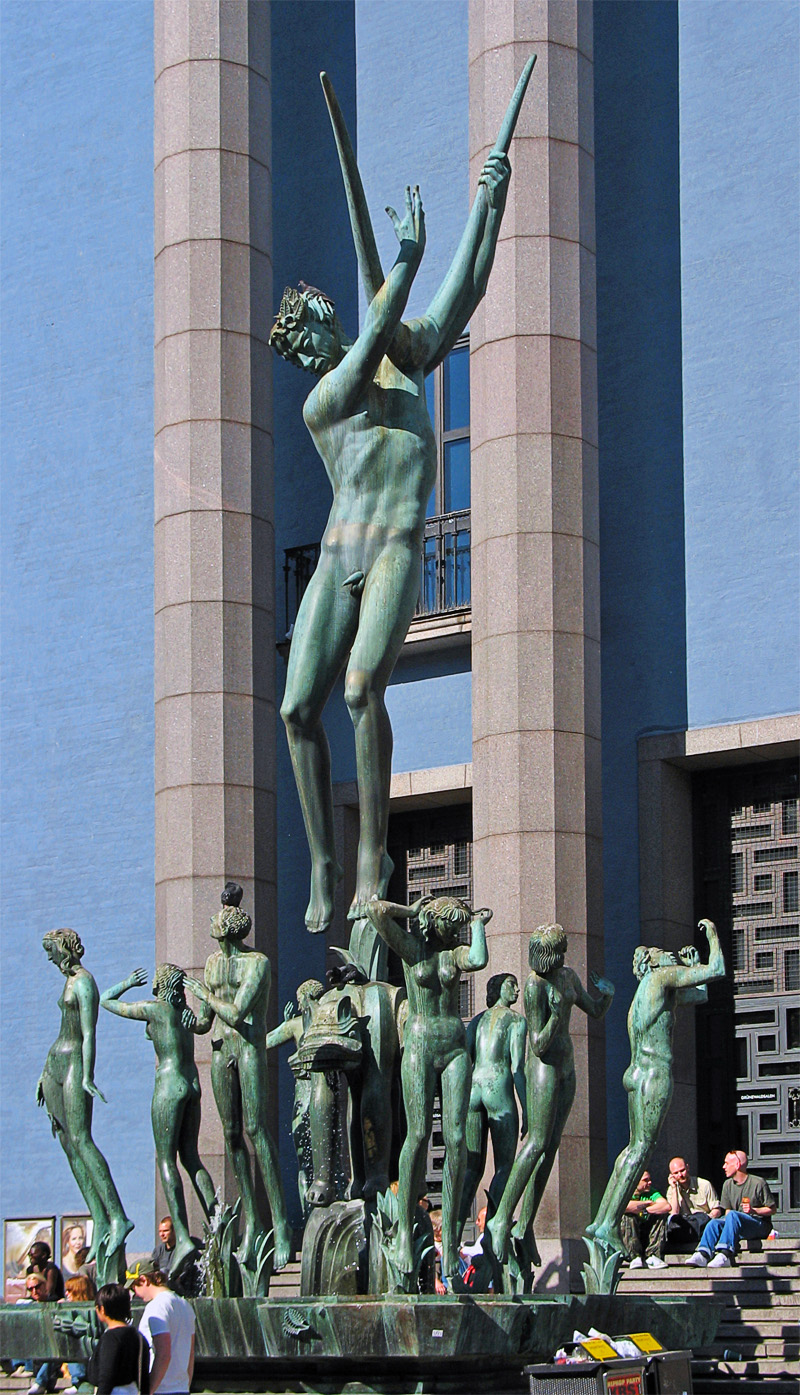
Orfeusgruppen, 2006.

Orfeusgruppen (även Orfeusbrunnen) är en fontänskulptur utförd 1926-1936 av Carl Milles och gjuten på Herman Bergman Konstgjuteri. Den står framför Konserthuset på Hötorget i Stockholm. Orfeus är den som fått representera musikkonsten och lyran inom den grekiska mytologin. Skulpturen avtäcktes utan ceremonier på morgonen den 24 juli 1936.

## Monumentet

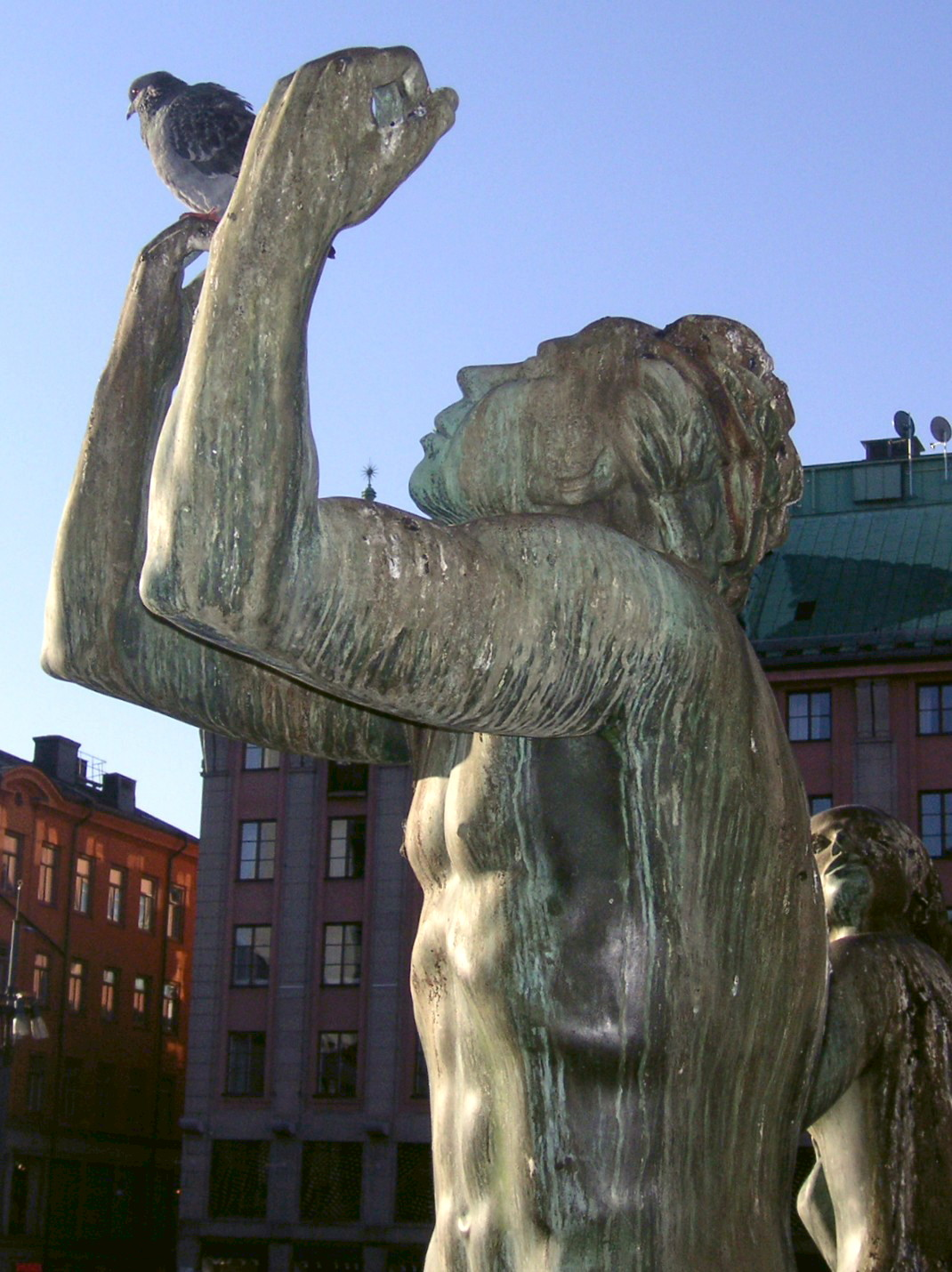
Detalj ur Orfeusgruppen. Figuren bär Beethovens anletsdrag.

Orfeusgruppen har, som så många andra verk av Milles, en lång och problematisk historia bakom sig och det slutgiltiga resultatet skiljer sig avsevärt från Milles båda förslag som han lämnade som sitt tävlingsbidrag till Daneliusfonden år 1925. En stor skulptur skulle pryda Stockholms konserthus entré mot Hötorget, som just uppfördes efter Ivar Tengboms ritningar, och Daneliusfonden hade utlyst en tävling, där Milles förslag “Musiken” blev vald. Stockholms stadsfullmäktige hade dock svårt att bestämma sig och det skulle ta nio år innan ett beslut fattades. Den första skissen till Orfeus visade en ensam, överslank mansgestalt i gigantisk skala som skulle ställas framför Konserthusets höga kolonner. Underredet liknade enligt elaka tungor ett knippe bananer eller en kronärtskocka.
Orfeusgruppen räddades med hårfin marginal till Stockholm. År 1935 fattade Stadsfullmäktige äntligen sitt beslut att ge Milles uppdraget. Beslutet hade en rösts majoritet, som dessutom avgivits av misstag. Först nu började Carl Milles på allvar arbeta med skulpturen och slutresultatet blev ett helt annat än det förslag som Stadsfullmäktige hade beslutat om. Framför allt förändrades hela kompositionen genom tillkomsten av åtta kvinnliga och manliga gestalter som svävar i vattnet runt Orfeus. Den manliga figuren som förtvivlat höjer händerna mot himlen bär Beethovens anletsdrag. Detta var ingen tillfällighet,  Beethoven var för Milles symbolen för det stora, lidande konstnärsgeni, som han själv gärna ville vara. När de nio figurerna med Orfeus i mitten liknades vid "en skulptural motsvarighet" till Beethovens Nionde symfoni ska Milles ha blivit påtagligt förtjust.
Konserthusets arkitekt Ivar Tengbom var från början entusiastisk över Milles förslag. Av brev till Tengbom framgår hur omsorgsfullt Milles arbetade med att anpassa Orfeus-gruppen arkitektoniskt till det bakomliggande Konserthuset. En skiss till Orfeus och en replika av figurerna finns på Cranbrook i Detroit i USA. I Rottneros Park i Värmland finns en fontän med fyra av kvinnofigurerna ur gruppen.
Stiftelsen B A Danelii donationsfond bidrog med 200 000kr till verket.

## Bilder, detaljer

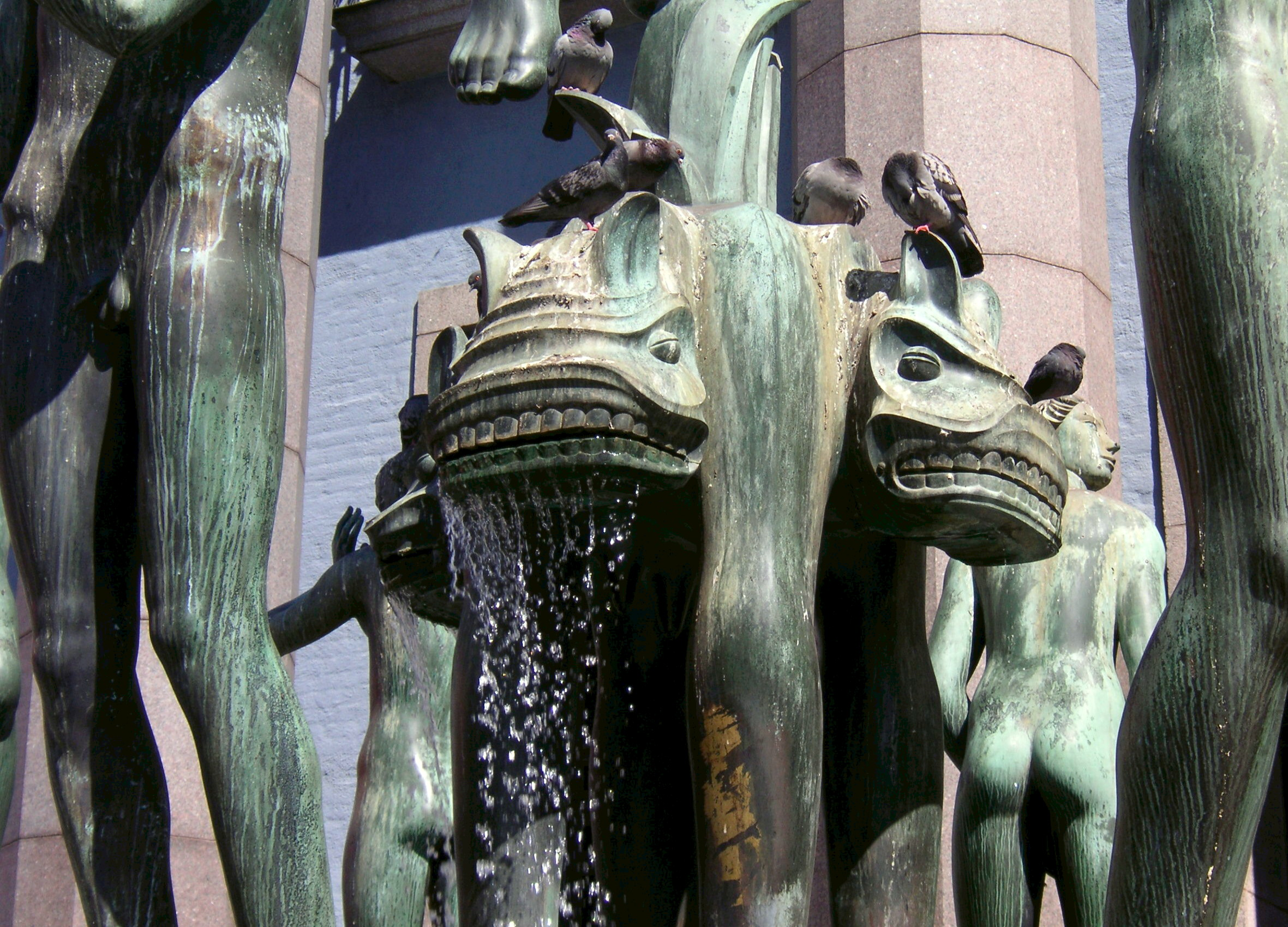
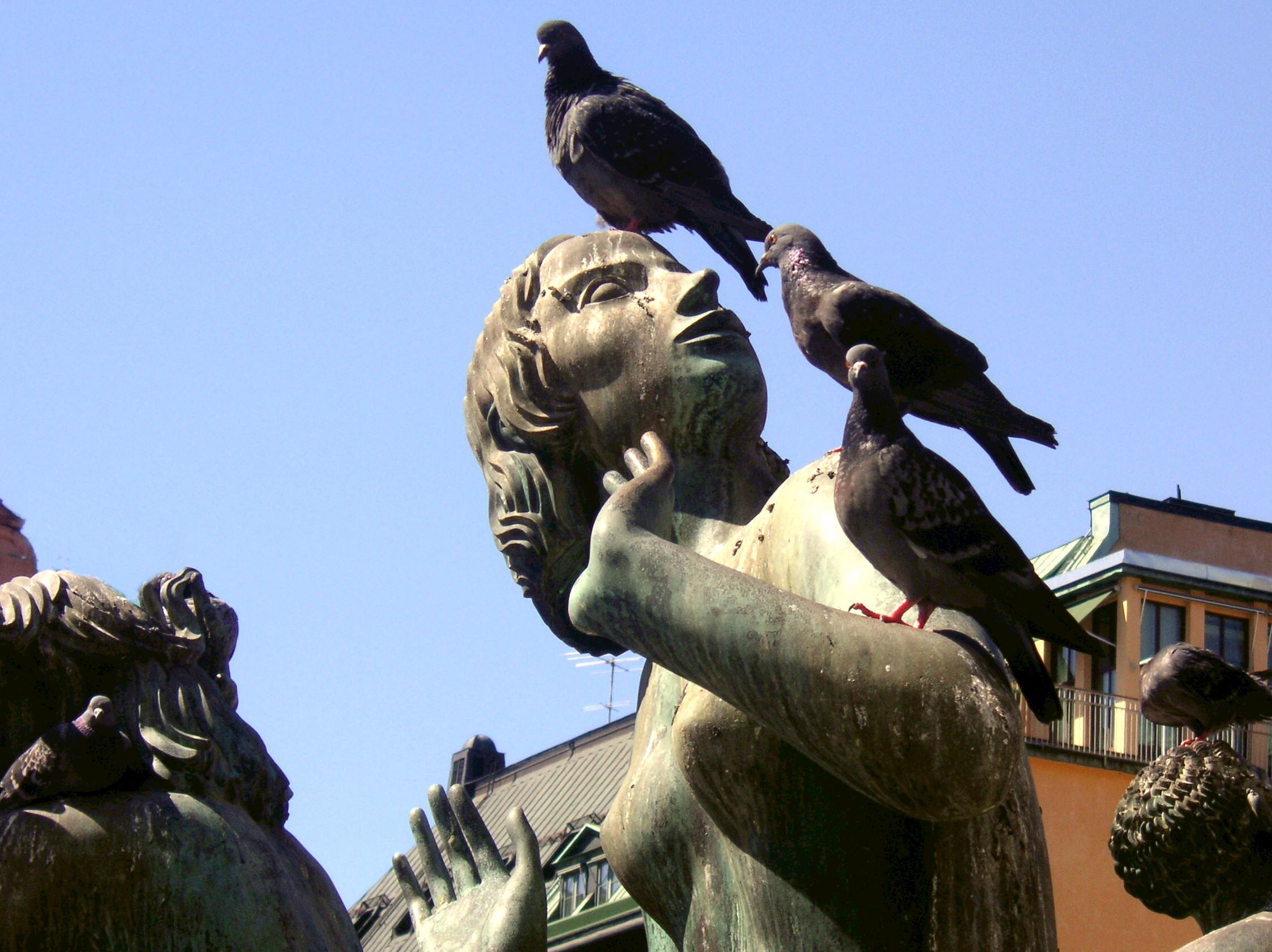
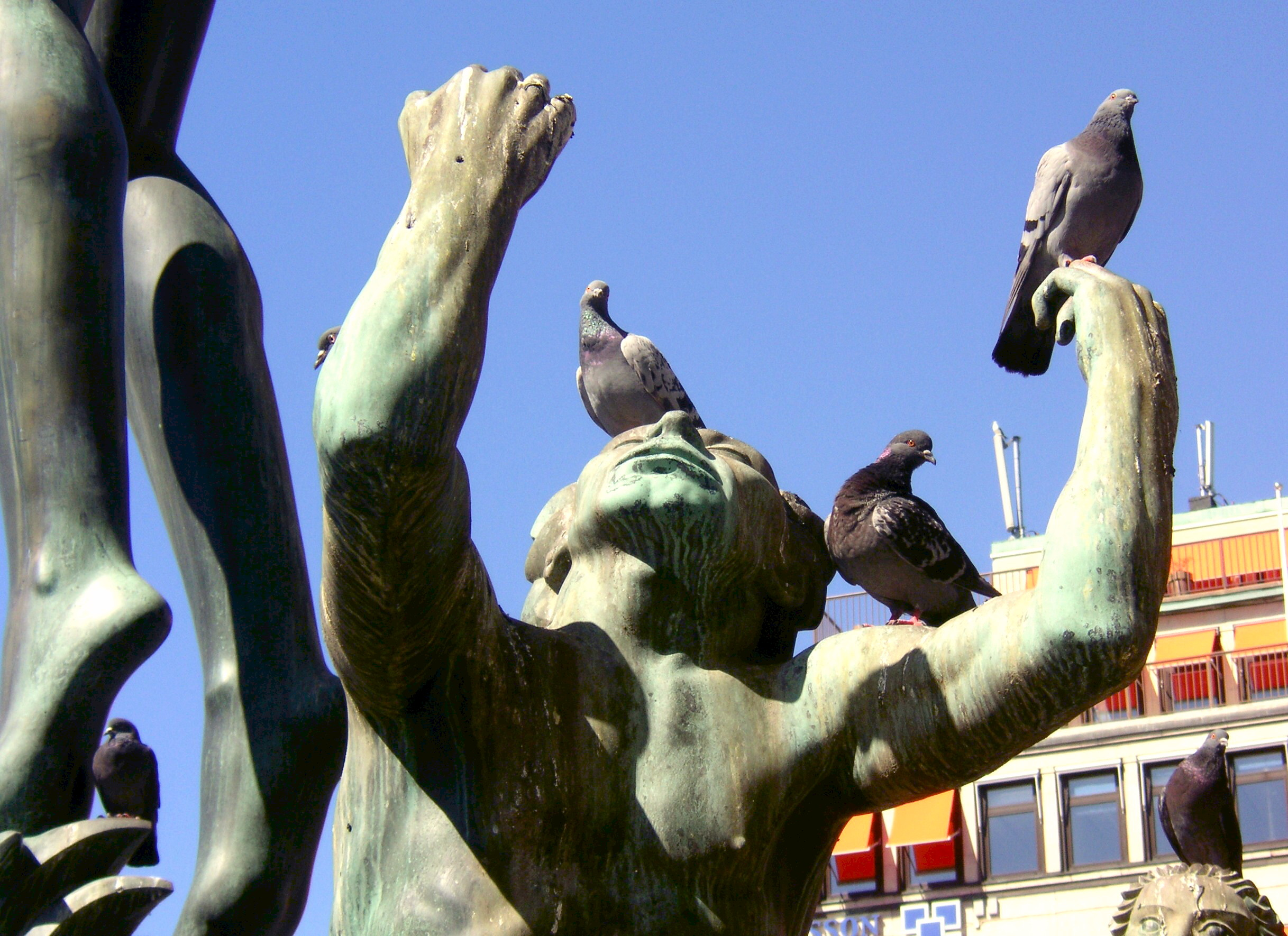
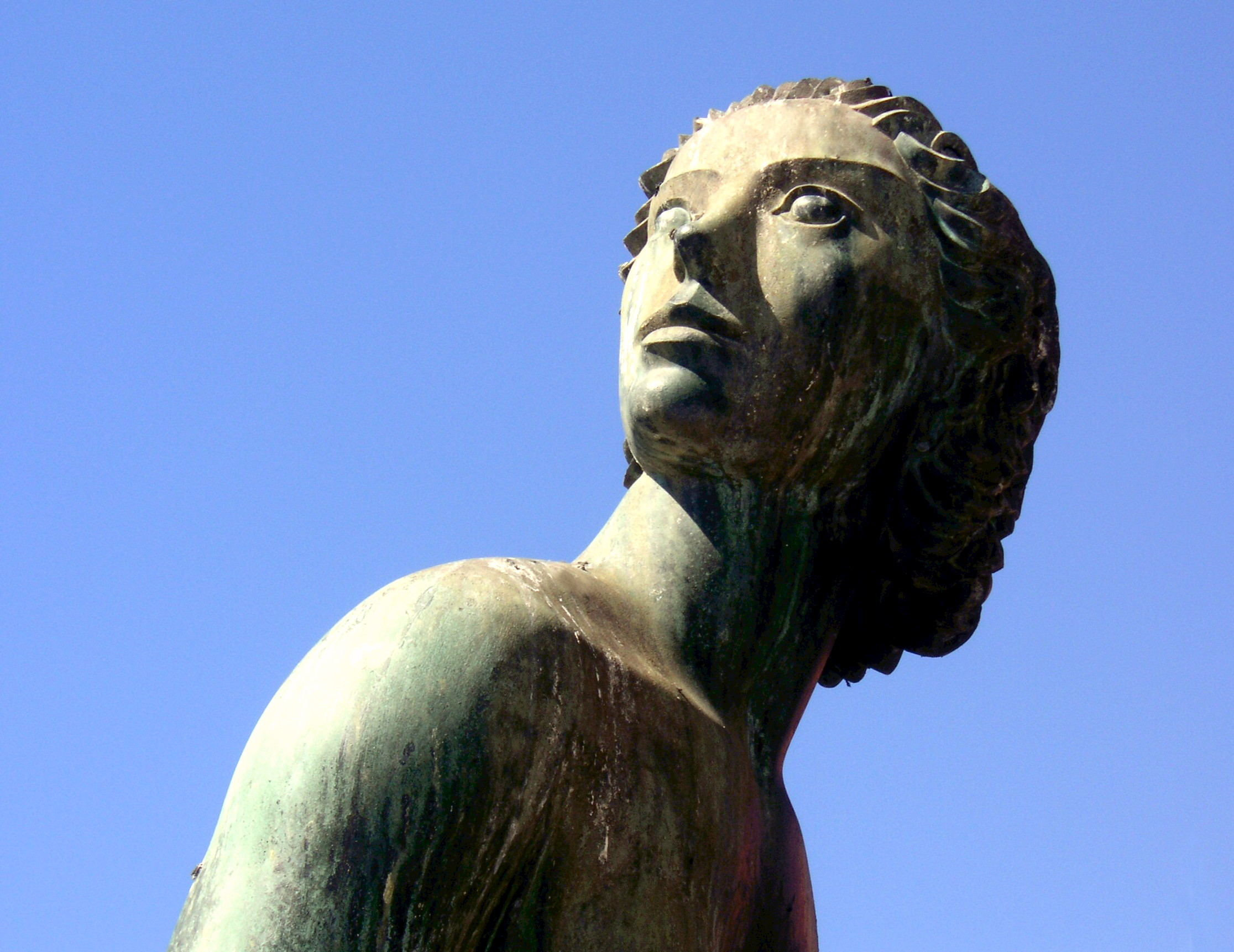